# Замък Дувисиб
Замъкът Дувисиб (на английски: Duwisib Castle; на немски: Schloss Duwisib) е бутафорен замък, изграден на хълм в полупустинния район Южен Намиб в Намибия.
Замъкът се намира на 72 км югозападно от град Малтахьое в административния регион Хардап. Поради своя външен вид, местоположение и история замъкът представлява една от най-странните колониални сгради в Намибия от периода на Германска Югозападна Африка. Проектиран и построен между 1908 и 1909 г. като колониално имение, със своите стени от червен камък, реалистично изглеждащи отбранителни кули и бойници, замъкът напомня на средновековна крепост.
След множество промени в собствеността от 1979 г. замъкът е собственост на правителството на Намибия.

## История
Сградата дължи съществуването си на саксонския артилерийски офицер Ханс Хайнрих фон Волф (1873–1916 г.) и неговата американска съпруга Джейта Хъмфрис (1881–1963 г.).
Волф пристига в Намибия през 1904 г. като офицер от "Schutztruppe" (буквално "Сили за защита") – колониалните войски на Германската империя в Африка, като част от които взема активно участие в потушаването на бунтовете на племената Хереро и Нама, превърнало се в геноцид.
През 1906 г. Хайнрих фон Волф се завръща в Германия, където се запознава с Джейта Хъмфрис - доведена дъщеря на американския генерален консул в Дрезден и внучка на заможен нюйоркски производител на хомеопатични лекарства. През 1907 г. Волф и Джейта Хъмфис се женят, а през 1908 г. заминават за Намибия, където планират да закупят голямо количество земя в слабо населената Германска Югозападна Африка.
След отправено искане и получено разрешение от правителството на Германия, младото семейство купува осем ферми в район Малтахьое, обхващащи площ от 20 000 хектара на цена от около 40 пфенига за хектар.
Скоро след придобиване на земята, двойката решава да построи замък. Въз основа на опита на Волф от бунтовете на Хереро, в чието потушаване е участвал, семейството иска да разполага с безопасно и „непревземаемо“ място за пребиваване. Плановете на замъка са възложени на Вилхелм Сандер – известен и уважаван архитект в Германска Югозападна Африка като Волф иска сградата да прилича на някои от съществуващите немски крепости в Намибия като Шверинсбург, Сандербург и Хайницбург, както и на административните сгради във Виндхук, известни като Титенпалас (днес в тях се помещава парламента на Намибия). Замъкът е кръстен „Schloss Duwisib“ (от немски: "Замък Дувисиб"). Той е построен с подсилени врати и малки прозорци, така че да издържи на продължителни обсади. Вътрешността му е обзаведена с обичайните за времето си удобства. Построена е и винарска изба.
Замъкът Дувисиб е по същество правоъгълник с размери 35 метра на 31 метра с четири ъглови издатини, имитиращи стражеви кули и е построен от червен пясъчник, добит на място. Всичко останало, необходимо за строителството като желязо, дърво, цимент, покривни прозорци, лампи, е доставяно от пристанището на Хамбург в Германия по море до Людериц в Намибия и от там с волски каруци на 300 км през пустинята Намиб до строителната площадка. Наети са и занаятчии от цяла Европа, включително каменоделци от Италия и дърводелци от Скандинавия и Ирландия. По време на двугодишния строителен период броят на общите работници на място, обикновено от племето хереро, се увеличава значително.
Строителството на замъка продължава две години – от 1908 до 1909 г, по време на които двойката живее в примитивна колиба и палатки на строителната площадка заедно с администратор, чирак от Дрезден, кочияш и слуга от племето хереро. През този период те правят две пътувания във връзка със замъка – едното до Германия през 1908 г., за да подадат искане до немското правителство за закупуване на още земя и второто – до САЩ, за да издействат чрез връзките на Джейта още капитал за строителството.
След завършването си сградата се състои от 22 стаи, обзаведени с мебели, доставени от Европа. Част от обзавеждането представляват автентични мебели от замъка Готорп, които двойката купува на търг по време на пътуването си до Германия през 1908 г..
Хайнрих фон Волф иска да използва земята около замъка по доходоносен начин и решава, че може да развъжда коне и мулета за нуждите на колониалните войски и полиция, които му се струват обещаващ клиент. Тъй като конете и мулетата за нуждите на армията се внасят от Германия, а след бунтовете и вълненията на Хереро и Нама голяма част от конете, говедата, воловете, овцете и магаретата в Германска Югозападна Африка са умрели от изтощение или жажда, този план изглежда перспективен. До края на 1909 г. Волф вече отглежда в имота си 95 говеда, 18 мулета и магарета, 600 мериносови овце, 10 прасета и 60 кокошки. Освен това доставя 72 коня, включително 38 кобили, от които девет чистокръвни. До 1911 г. броят на конете, отглеждани в земите му около замъка вече е нараснал до 350 животни. Той внася дори камили от Арабия с идеята да ги развъжда.
Освен развъждането на животни, Волф и съпругата му планират да построят католическа църква и католическа мисия на територията на замъка Дувисиб с идеята да осигурят религиозно образование за своите работници от племето хереро и техните семейства. За тази цел в САЩ са поръчани олтар, орган и витражи, които трябва да бъдат доставени от Ню Йорк през Хамбург до Югозападна Африка. Когато на 1 август 1914 г. немският параход, който трябва да достави поръчаното най-сетне акостира в Людериц, пристига новината, че в Европа е избухнала война (Първата световна война) и корабът, за да избегне пленяване от британския флот в района, отплава за Южна Америка, без да сваля товар.
Новината за избухването на войната в Европа заварва Волф и съпругата му в морето, на кораб, плаващ за Англия, където според една от версиите двамата планират да закупят чистокръвен жребец за нуждите на фермата. Параходът, на който се намира двойката взема курс към Южна Америка, за да избегне пленяване. Според друга версия Волф е предвидил предстоящия конфликт и е взел мерки да се върне в Европа преди избухването на войната.. След кратко задържане в Рио де Жанейро и серия от перипетии Волф и съпругата му най-сетне успяват да се върнат в Европа, блокирана по море от британския флот.
В началото на 1915 г. Волф се явява на служба в бившия си полк, 4-ти полеви артилерийски полк № 48 в Кьонигсберг (днешен Калининград). Повишен е в майор и е прехвърлен на Западния фронт във Франция като командир на батальон. По време на битката при Сома е ранен от шрапнел в стомаха и умира на 4 септември 1916 г. на 43-годишна възраст. Съпругата му не пожелава да се върне сама в Намибия и никога повече не предявява претенции към замъка. Тя остава в Европа, където по-късно се омъжва повторно, а след Втората световна война се завръща в Ню Джърси, САЩ, където живее до смъртта си през 1963 г. Тя никога повече не се връща в замъка Дувисиб.

## Последици
Когато Волф и съпругата му напускат Дувисиб през 1914 г., те упълномощават граф Макс фон Лютихау – близък приятел на семейството да управлява имота. След края на войната обаче фермата е обявена в несъстоятелност и целият имот е продаден заедно с инвентара си на шведското семейство Мурман за £7500. Новият собственик умира малко след пристигането си, а единственият му син, който служи в южноафриканските военновъздушни сили е убит по време на Втората световна война, след което замъкът е продаден за £25 000 на частната компания Duwisib Pty Ltd. Останалата част от земята е разделена и разпродадена.
По-късно Дувисиб и околните земи преминават през различни ръце, докато през 1979 г. замъкът не става държавна собственост. Земята наоколо остава в частни ръце. През 1991 г. замъкът е реновиран и сега е туристическа атракция и хотел, управляван от компанията Namibia Wildlife Resorts, която е част от структурата на намибийското Министерство на околната среда и туризма, а като търговско дружество е 100% собственост на намибийската държава. Посетителите могат да обиколят замъка и дори да пренощуват в обновена спалня в замъка след реновирането му през 2014 г.